# Łowczyk białobrewy
Łowczyk białobrewy, łowiec białobrewy (Todiramphus tutus) – gatunek średniej wielkości ptaka z rodziny zimorodkowatych (Alcedinidae). Jest endemitem dwóch archipelagów wchodzących w skład Polinezji – Wysp Pod Wiatrem i Południowych Wysp Cooka. W Czerwonej księdze gatunków zagrożonych IUCN klasyfikowany jest jako gatunek bliski zagrożenia (NT, ang. Near Threatened).

## Systematyka
Gatunek ten po raz pierwszy zgodnie z zasadami nazewnictwa binominalnego opisał w 1788 roku Johann Friedrich Gmelin w 13. edycji linneuszowskiego Systema Naturae. Autor nadał mu nazwę Alcedo tuta, a jako miejsce typowe wskazał Tahiti. Obecnie gatunek zaliczany jest do rodzaju Todiramphus. Wyróżnia się trzy podgatunki T. tutus:
- T. t. atiu  (Holyoak, 1974)
- T. t. mauke  (Holyoak, 1974)
- T. t. tutus (J.F. Gmelin, 1788)

Wcześniej część autorów wyróżniała jeszcze jeden podgatunek T. t. ruficollaris, który obecnie został wyodrębniony jako osobny gatunek łowczyk rdzawoszyi (Todiramphus ruficollaris). Na podstawie badań molekularnych Andersen et al., łowczyk białobrewy jest blisko spokrewniony z łowczykiem polinezyjskim (T. veneratus) i łowczykiem płowogłowym (T. gertrudae) czasami uznawanym za podgatunek łowczyka rudobrewego (T. gambieri gertrudae).

### Etymologia
- Todiramphus: rodzaj Todus Brisson, 1760 (płaskodziobek); gr. ῥαμφος rhamphos „dziób”[14].
- tutus: łac. tutus – „szanowany, chroniony, uważny”[15].

## Morfologia
Średniej wielkości ptak o dużym, szerokim u nasady, czarnym dziobie, którego górna część jest nieco jaśniejsza, na dolnej szczęce, u nasady dzioba, bladożółte przebarwienie. Nogi i stopy czarne. Tęczówki ciemnobrązowe. Nie występuje dymorfizm płciowy. Góra głowy zielononiebieska na czubku, poniżej biały pas brwiowy, pod nim czarna, dosyć wąska maska obejmująca nasadę dzioba, okolice oczu, uszy, rozciąga się wokół głowy w formie bardzo wąskiego paska. W okolicach oczu niebieskozielone przebarwienia. Podgardle, gardło, szyja, kark, pierś, brzuch i boki białe, podobnie jak pokrywy podogonowe. Skrzydła i górne części ciała zielononiebieskie, ogon dosyć krótki, także zielononiebieski. Osobniki młodociane podobne do dorosłych z płowożółtymi brzegami skrzydeł, czarnymi drobnymi pręgami na piersi. Długość ciała 22 cm.

## Zasięg występowania
Poszczególne podgatunki łowczyka białobrewego występują:
- T. t. atiu – wyspa Atiu (Południowe Wyspy Cooka),
- T. t. mauke – wyspa Mauke (Południowe Wyspy Cooka),
- T. t. tutus – wyspy Maupiti, Bora-Bora, Tahaa, Raiatea i Huahine z grupy Wysp Pod Wiatrem, administracyjnie należącej do Polinezji Francuskiej.

Jego zasięg występowania według szacunków organizacji BirdLife International obejmuje około 67,2 tys. km², ale obszar faktycznie zajmowany przez gatunek to tylko około 944 km².

## Ekologia
Głównym habitatem łowczyka białobrewego są pierwotne lasy tropikalne, zwłaszcza w dolinach potoków górskich. Obserwowany był także w lasach wtórnego wzrostu, na starych plantacjach, polach uprawnych czy w ogrodach. Jest gatunkiem osiadłym. Długość pokolenia jest określana na 4,8 roku. Dieta tego gatunku jest bardzo bogata, stwierdzono spożywanie owadów prostoskrzydłych, termitów, straszyków, karaczanów, ciem i ich larw, pająków, skąposzczetów oraz słodkowodnych krewetek dochodzących do rozmiarów 5–6 cm, niewielkich ryb i małych jaszczurek. Żeruje zarówno w lesie, jak i wzdłuż rzek i potoków. Zdobyczy wypatruje najczęściej siedząc na gałęziach w górnych i środkowych partiach drzew; ofiary łapie w locie, pobiera z pni, gałęzi i listowia, a także pikuje, chwytając zdobycz na ziemi lub w płytkiej wodzie.

### Rozmnażanie
Nie ma wielu informacji na temat rozmnażania i gniazdowania. Obserwowano lęgi w okresie od grudnia do stycznia. Na wyspie Atiu samca w kondycji lęgowej widziano w połowie września. Gniazda wykuwa w pniach spróchniałych drzew. W lęgu dwa białe jaja.

## Status
W Czerwonej księdze gatunków zagrożonych IUCN łowczyk białobrewy jest klasyfikowany jako gatunek bliski zagrożenia (NT, ang. Near Threatened). Liczebność populacji jest szacowana na więcej niż 2500, a mniej niż 10 000 dorosłych osobników rozmieszczonych w nie więcej niż 100 lokalizacjach. Ze względu na utratę i fragmentację naturalnego habitatu, na części wysp prognozowane są spore spadki jego liczebności.